# Le Sabre
Le Sabre — концепт-кар, построенный General Motors в 1951 году. Его отличительными чертами являлись «самолётное» панорамное ветровое стекло, заходящее на боковину кузова, и ставшие характерными для многих автомобилей конца 1950-х годов хвостовые плавники.

## История
Le Sabre создан начальником отдела дизайна корпорации General Motors Харли Эрлом. Необычный внешний вид являлся попыткой совместить в себе дизайн современных реактивных самолётов и автомобилей. Эрл надеялся внедрить подобную концепцию стиля в автомобильном дизайне.

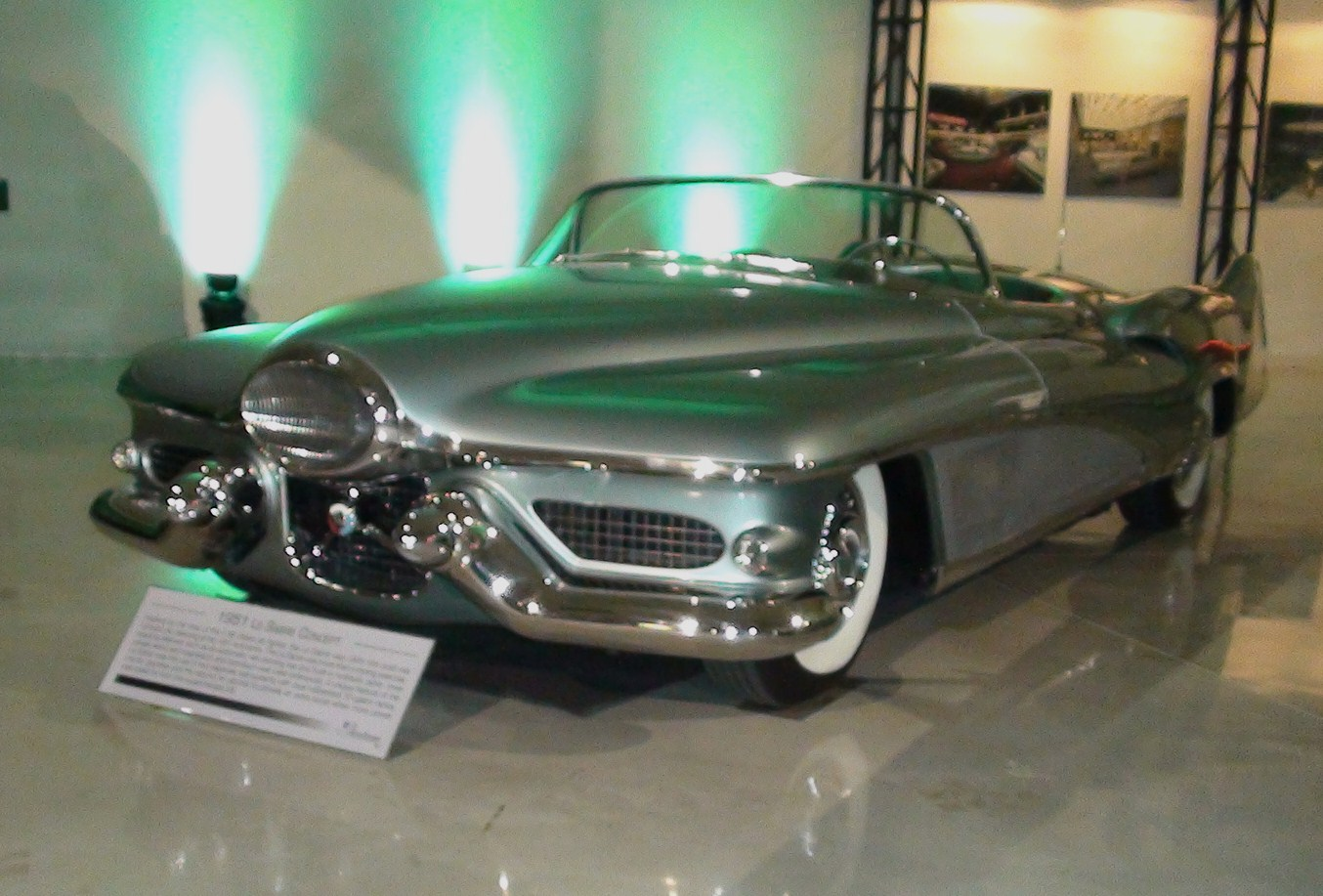
GM Heritage Center - 117 - Motorama Cars - LeSabre Concept

Новый концепт-кар стал продолжением известного Buick Y-Job 1938 года. Как и остальные концептуальные автомобили за авторством Харли Эрла, он представлял собой не выставочный макет, а полнофункциональный автомобиль, приспособленный для передвижения по дорогам общего пользования — в течение последующих двух лет Эрл даже использовал его в качестве личного транспорта. Корпус был изготовлен из алюминия, магниевого сплава и стекловолокна. Автомобиль оснащался двигателем V8 рабочим объёмом 3,5 л, который мог работать на бензине или метаноле (как гоночные родстеры «500 миль Индианаполиса») и имел расположенный сзади трансэксл на основе автоматической коробки передач Buick Dynaflow, впоследствии заменённой на GM Hydramatic. Помимо этого, Le Sabre имел множество передовых функций, а именно: 12-вольтовую электрическую систему (большинство американских автомобилей того времени имели 6-вольтовую), подогрев сидений, прячущиеся за имитацией воздухозаборника реактивного двигателя фары головного света (в 1960-х и 70-х годах «прячущиеся» фары получили в США широкое распространение), бамперы с «пулями» (позднее использованные в дизайне серийных Cadillac 1957-59 годов), датчики дождя, электрические разъёмы шасси для быстрой замены шин (эта идея спустя десятилетия будет перенята Формулой-1).
Le Sabre — первый автомобиль GM, использующий расположенную сзади коробку передач (которая затем стала устанавливаться на Pontiac Tempest) и двигатель с алюминиевой головкой блока (который получили Buick Special и Skylark, Oldsmobile Cutlass F-85 и Jetfire, Pontiac Tempest и LeMans, а позднее и британские марки автомобилей, такие как Land Rover, Triumph, MG, и Morgan.
Данный автомобиль — первое использование GM названия «Le Sabre», которое впоследствии будет перенесено на новый модельный ряд Buick в 1959 году.

## Настоящее время
В настоящее время Le Sabre хранится в музее General Motors Heritage Museum и периодически появляется на автомобильных выставках. В 1999 году фирмой Franklin Mint была выпущена серия коллекционных моделей в масштабе 1:18, сразу ставшая бестселлером среди автомобильных миниатюр.